# Edina Gallovits
Edina Gallovits, née le 10 décembre 1984 à Timișoara, est une joueuse de tennis roumaine, professionnelle de 1999 à 2015.
Elle dispute son premier match sur le circuit WTA en 2002, à l'occasion du Grand Prix du Maroc ; issue des qualifications, elle passe un tour.
En 2003, elle se qualifie dans le grand tableau des Internationaux de France de tennis. En 2007, elle y atteint le 2e tour ; quelques semaines plus tard, elle atteint la finale à Barcelone où elle est battue par Meghann Shaughnessy.
En novembre 2010, elle épouse son entraineur et agent, l'Américain Bryce Hall et joue sous le nom de Edina Gallovits Hall.

## Palmarès

### Titre en simple dames
Aucun

### Finale en simple dames
| No | Date       | Nom et lieu du tournoi   | Catégorie | Dotation  | Surface      | Vainqueure          | Score    |          |
| -- | ---------- | ------------------------ | --------- | --------- | ------------ | ------------------- | -------- | -------- |
| 1  | 11-06-2007 | Barcelona KIA, Barcelone | Tier IV   | 145 000 $ | Terre (ext.) | Meghann Shaughnessy | 6-3, 6-2 | Parcours |

### Titres en double dames
| No | Date       | Nom et lieu du tournoi               | Catégorie | Dotation  | Surface      | Partenaire    | Finalistes                       | Score             |          |
| -- | ---------- | ------------------------------------ | --------- | --------- | ------------ | ------------- | -------------------------------- | ----------------- | -------- |
| 1  | 15-02-2010 | Copa BBVA-Colsanitas Bogota          | Intern'l  | 220 000 $ | Terre (ext.) | Gisela Dulko  | Olga Savchuk Anastasiya Yakimova | 6-2, 7-66         | Parcours |
| 2  | 13-09-2010 | International Women’s Open Guangzhou | Intern'l  | 220 000 $ | Dur (ext.)   | Sania Mirza   | Han Xinyun Liu Wan-Ting          | 7-5, 6-3          | Parcours |
| 3  | 14-02-2011 | XIX Copa BBVA-Colsanitas Bogota      | Intern'l  | 220 000 $ | Terre (ext.) | Anabel Medina | Sharon Fichman Laura Pous Tió    | 2-6, 7-66, [11-9] | Parcours |

### Finale en double dames
| No | Date       | Nom et lieu du tournoi       | Catégorie | Dotation    | Surface      | Vainqueures                    | Partenaire      | Score    |          |
| -- | ---------- | ---------------------------- | --------- | ----------- | ------------ | ------------------------------ | --------------- | -------- | -------- |
| 1  | 14-04-2008 | Family Circle Cup Charleston | Tier I    | 1 340 000 $ | Terre (ext.) | Katarina Srebotnik Ai Sugiyama | Olga Govortsova | 6-2, 6-2 | Parcours |

## Parcours en Grand Chelem

### En simple dames
| Année | Open d'Australie                              | Open d'Australie                                        | Internationaux de France                               | Internationaux de France                          | Wimbledon                                            | Wimbledon                                             | US Open                                            | US Open           |
| ----- | --------------------------------------------- | ------------------------------------------------------- | ------------------------------------------------------ | ------------------------------------------------- | ---------------------------------------------------- | ----------------------------------------------------- | -------------------------------------------------- | ----------------- |
| 2003  | —                                             | —                                                       | 1er tour (1/64)                                        | Paola Suárez                                      | —                                                    | —                                                     | Q1 \|\| style="text-align:left" \| Jelena Janković |                   |
| 2004  | —                                             | —                                                       | Q3 \|\| style="text-align:left" \| Kelly McCain        | 1er tour (1/64)                                   | Elena Bovina                                         | Q1 \|\| style="text-align:left" \| Mariana Díaz Oliva |                                                    |                   |
| 2005  | Q2 \|\| style="text-align:left" \| Li Ting    | Q2 \|\| style="text-align:left" \| Mervana Jugić-Salkić | Q2 \|\| style="text-align:left" \| Sabine Klaschka     | Q3 \|\| style="text-align:left" \| Vania King     |                                                      |                                                       |                                                    |                   |
| 2006  | Q1 \|\| style="text-align:left" \| Cara Black | Q3 \|\| style="text-align:left" \| Anda Perianu         | Q2 \|\| style="text-align:left" \| Sabine Klaschka     | Q1 \|\| style="text-align:left" \| Ansley Cargill |                                                      |                                                       |                                                    |                   |
| 2007  | 1er tour (1/64)                               | Meilen Tu                                               | 2e tour (1/32)                                         | Shahar Peer                                       | 1er tour (1/64)                                      | Meilen Tu                                             | 1er tour (1/64)                                    | Séverine Beltrame |
| 2008  | 2e tour (1/32)                                | Jelena Janković                                         | 1er tour (1/64)                                        | Victoria Azarenka                                 | 2e tour (1/32)                                       | Anna Chakvetadze                                      | 1er tour (1/64)                                    | Raluca Olaru      |
| 2009  | 2e tour (1/32)                                | Vera Zvonareva                                          | 1er tour (1/64)                                        | Carla Suárez                                      | 1er tour (1/64)                                      | Sorana Cîrstea                                        | 1er tour (1/64)                                    | Flavia Pennetta   |
| 2010  | 1er tour (1/64)                               | Nadia Petrova                                           | Q2 \|\| style="text-align:left" \| Oksana Kalashnikova | 2e tour (1/32)                                    | Kaia Kanepi                                          | 1er tour (1/64)                                       | Marion Bartoli                                     |                   |
| 2011  | 1er tour (1/64)                               | Julia Görges                                            | 2e tour (1/32)                                         | Anastasia Rodionova                               | Q2 \|\| style="text-align:left" \| Tetiana Luzhanska | Q3 \|\| style="text-align:left" \| Romina Oprandi     |                                                    |                   |
| 2012  | —                                             | —                                                       | 1er tour (1/64)                                        | Irina Falconi                                     | 1er tour (1/64)                                      | Sílvia Soler                                          | 2e tour (1/32)                                     | Samantha Stosur   |
| 2013  | 1er tour (1/64)                               | Serena Williams                                         | —                                                      | —                                                 | —                                                    | —                                                     | —                                                  | —                 |
|       |                                               |                                                         |                                                        |                                                   |                                                      |                                                       |                                                    |                   |
| 2015  | —                                             | —                                                       | —                                                      | —                                                 | 1er tour (1/64)                                      | Urszula Radwańska                                     | Q1 \|\| style="text-align:left" \| Mayo Hibi       |                   |

À droite du résultat, l’ultime adversaire.

### En double dames
| Année | Open d'Australie            | Open d'Australie          | Internationaux de France      | Internationaux de France | Wimbledon                     | Wimbledon                      | US Open                      | US Open                     |
| ----- | --------------------------- | ------------------------- | ----------------------------- | ------------------------ | ----------------------------- | ------------------------------ | ---------------------------- | --------------------------- |
| 2005  | -                           | -                         | -                             | -                        | 1er tour (1/32) A. Haynes     | A. Morigami T. Musgrave        | -                            | -                           |
|       |                             |                           |                               |                          |                               |                                |                              |                             |
| 2007  | -                           | -                         | -                             | -                        | -                             | -                              | 1er tour (1/32) L. Osterloh  | Peng S. Yan Z.              |
| 2008  | 1er tour (1/32) R. Olaru    | O. Govortsova D. Kustova  | 2e tour (1/16) M. Niculescu   | Yan Z. Zheng J.          | 1er tour (1/32) O. Govortsova | C. Fusano A. Haynes            | -                            | -                           |
| 2009  | 2e tour (1/16) A. Parra     | C. Black L. Huber         | 1er tour (1/32) O. Govortsova | Yan Z. Zheng J.          | 1er tour (1/32) K. Marosi     | M.E. Camerin A. Chakvetadze    | 2e tour (1/16) M. Rybáriková | Yan Z. Zheng J.             |
| 2010  | 1er tour (1/32) A. Dulgheru | C. Gullickson V. Uhlířová | 2e tour (1/16) M. Oudin       | K. Peschke K. Srebotnik  | 1er tour (1/32) K. Jans       | D. Cibulková A. Pavlyuchenkova | 2e tour (1/16) K. Jans       | A. Dulgheru M. Rybáriková   |
| 2011  | 1er tour (1/32) A. Cornet   | N. Grandin V. Uhlířová    | 1er tour (1/32) A. Kerber     | S. Errani R. Vinci       | -                             | -                              | 1er tour (1/32) I. Falconi   | A. Bondarenko K. Bondarenko |
| 2012  | -                           | -                         | 3e tour (1/8) N. Bratchikova  | S. Errani R. Vinci       | -                             | -                              | -                            | -                           |

Sous le résultat, la partenaire ; à droite, l’ultime équipe adverse.

## Parcours en «Premier Mandatory» et «Premier 5»
Découlant d'une réforme du circuit WTA inaugurée en 2009, les tournois WTA « Premier Mandatory » et « Premier 5 » constituent les catégories d'épreuves les plus prestigieuses, après les quatre levées du Grand Chelem.

### En simple dames
| Année |              | Premier Mandatory             | Premier Mandatory         | Premier Mandatory | Premier Mandatory |       | Premier 5 | Premier 5 | Premier 5  | Premier 5 | Premier 5 | Premier 5 | Premier 5 |
| Année | Indian Wells | Miami                         | Madrid                    | Pékin             |                   | Dubaï | Rome      | Canada    | Cincinnati |           | Tokyo     |           |           |
| Année | Indian Wells | Miami                         | Madrid                    | Pékin             |                   | Doha  | Rome      | Canada    | Cincinnati |           | Wuhan     |           |           |
| Année | Indian Wells | Miami                         | Madrid                    | Pékin             |                   |       | Rome      | Canada    | Cincinnati |           |           |           |           |
| 2009  |              | 2e tour (1/32) A. Szávay      | 1er tour (1/64) J. Dokić  |                   |                   |       |           |           |            |           |           |           |           |
| 2010  |              | 1er tour (1/64) T. Tanasugarn |                           |                   |                   |       |           |           |            |           |           |           |           |
| 2011  |              | 1er tour (1/64) C. Vandeweghe | 1er tour (1/64) A. Kerber |                   |                   |       |           |           |            |           |           |           |           |

Sous le résultat, l’ultime adversaire.

### En double dames
| Année | Premier Mandatory | Premier Mandatory        | Premier Mandatory | Premier Mandatory | Premier Mandatory | Premier Mandatory | Premier Mandatory | Premier Mandatory | Premier 5 | Premier 5 | Premier 5 | Premier 5 | Premier 5 | Premier 5 | Premier 5 | Premier 5               | Premier 5     | Premier 5  | Premier 5 | Premier 5 | Premier 5 | Premier 5 |
| Année | Indian Wells      | Indian Wells             | Miami             | Miami             | Madrid            | Madrid            | Pékin             | Pékin             | Dubaï     | Dubaï     | Doha      | Doha      | Rome      | Rome      | Canada    | Canada                  | Cincinnati    | Cincinnati | Tokyo     | Tokyo     | Wuhan     | Wuhan     |
| ----- | ----------------- | ------------------------ | ----------------- | ----------------- | ----------------- | ----------------- | ----------------- | ----------------- | --------- | --------- | --------- | --------- | --------- | --------- | --------- | ----------------------- | ------------- | ---------- | --------- | --------- | --------- | --------- |
| 2009  |                   |                          |                   |                   |                   |                   |                   |                   |           |           |           |           |           |           |           |                         |               |            |           |           |           |           |
| —     | —                 | 1er tour (1/16) Poutchek | Dulko Peer        | —                 | —                 | —                 | —                 | —                 | —         |           |           | —         | —         | —         | —         | —                       | —             | —          | —         |           |           |           |
| 2010  |                   |                          |                   |                   |                   |                   |                   |                   |           |           |           |           |           |           |           |                         |               |            |           |           |           |           |
| —     | —                 | —                        | —                 | —                 | —                 | —                 | —                 | —                 | —         |           |           | —         | —         | —         | —         | 1er tour (1/16) Craybas | Coin Hradecká | —          | —         |           |           |           |

N.B. : le nom de la partenaire se trouve sous le résultat ; le nom des ultimes adversaires se trouve à droite.

## Classements WTA en fin de saison

### En simple
| Année | 2000 | 2001 | 2002 | 2003 | 2004 | 2005 | 2006 | 2007 | 2008 | 2009 | 2010 | 2011 | 2012 | 2014 | 2015 |
| Rang  | 568  | 291  | 204  | 187  | 186  | 129  | 111  | 87   | 84   | 93   | 75   | 124  | 109  | 744  | 542  |

Source : (en) « Classements de Edina Gallovits », sur le site officiel du WTA Tour

### En double
| Année | 2000 | 2001 | 2002 | 2003 | 2004 | 2005 | 2006 | 2007 | 2008 | 2009 | 2010 | 2011 | 2012 | 2014 | 2015 |
| Rang  | 686  | 351  | 254  | 246  | 208  | 285  | 151  | 176  | 97   | 77   | 73   | 125  | 126  | -    | 808  |

Source : (en) « Classements de Edina Gallovits », sur le site officiel du WTA Tour